# Ministère du Commerce et de l'Industrie (Inde)
Le ministère du Commerce et de l'Industrie regroupe deux ministères, le ministère du Commerce et le ministère de la Politique industrielle et de la Promotion. Le Ministre est un Ministre d'État. 
L'actuel ministre est Piyush Goyal (en), qui occupe le poste depuis le 30 mai 2019.

## Ministre du Commerce et de l'Industrie
Le ministre du Commerce et de l'Industrie est à la tête du ministère du Commerce et de l'Industrie et est l'un des ministres d'État du Gouvernement de l'Inde. Le premier ministre du Commerce et de l'Industrie de l'Inde indépendante a été Syama Prasad Mukherjee.

### Liste des ministres
| Nom                    | Portrait | Mandat           | Mandat           | Parti                   | Premier Ministre           |
| Syama Prasad Mukherjee |          | 15 août 1947     | 6 avril 1950     | Congrès national indien | Jawaharlal Nehru           |
| Nityanand Kanungo      |          | 1957             | 1962             | Congrès national indien | Jawaharlal Nehru           |
| Mohan Dharia           |          | 1977             | 1980             | Janata Party            | Morarji Desai Charan Singh |
| Pranab Mukherjee       |          | Janvier 1980     | Janvier 1982     | Congrès national indien | Indira Gandhi              |
| Shivraj Patil          |          | 1982             | 1983             | Congrès national indien | Indira Gandhi              |
| Pranab Mukherjee       |          | Septembre 1984   | 31 décembre 1984 | Congrès national indien | Indira Gandhi Rajiv Gandhi |
| V. P. Singh            |          | Janvier 1985     | Mars 1985        | Congrès national indien | Rajiv Gandhi               |
| Arun Nehru,            |          | 5 décembre 1989  | 10 novembre 1990 | Janata Dal              | V. P. Singh                |
| Ajit Singh (en),       |          | 5 décembre 1989  | 10 novembre 1990 | Janata Dal              | V. P. Singh                |
| Pranab Mukherjee       |          | Janvier 1993     | Février 1995     | Congrès national indien | P. V. Narasimha Rao        |
| Ramakrishna Hegde,     |          | 19 mars 1998     | 13 octobre 1999  | Lok Shakti              | Atal Bihari Vajpayee       |
| Murasoli Maran         |          | 13 octobre 1999  | 9 novembre 2002  | DMK                     | Atal Bihari Vajpayee       |
| Arun Shourie           |          | 9 novembre 2002  | 29 janvier 2003  | Bharatiya Janata Party  | Atal Bihari Vajpayee       |
| Arun Jaitley           |          | 29 janvier 2003  | 22 mai 2004      | Bharatiya Janata Party  | Atal Bihari Vajpayee       |
| Kamal Nath             |          | 23 mai 2004      | 22 mai 2009      | Congrès national indien | Manmohan Singh             |
| Anand Sharma           |          | 22 mai 2009      | 26 mai 2014      | Congrès national indien | Manmohan Singh             |
| Nirmala Sitharaman,    |          | 26 mai 2014      | 3 septembre 2017 | Bharatiya Janata Party  | Narendra Modi              |
| Suresh Prabhu          |          | 3 septembre 2017 | 25 mai 2019      | Bharatiya Janata Party  | Narendra Modi              |
| Piyush Goyal           |          | 30 mai 2019      | En cours         | Bharatiya Janata Party  | Narendra Modi              |

## Ministère du Commerce
Le ministère est chargé de la formulation et de la mise en œuvre de la politique du commerce extérieur. Il a aussi des responsabilités relatives aux relations commerciales multilatérales et bilatérales, au commerce d'État, aux mesures de promotion de l'exportation, et au développement et à la réglementation de certaines industries et des produits orientés vers l'exportation.
Pour son bon fonctionnement, le Département est divisé en huit divisions :
- Division Générale AdministrativeMinistère du Commerce et de l'Industrie de l'Inde.
- Division des Finances
- Division Économique

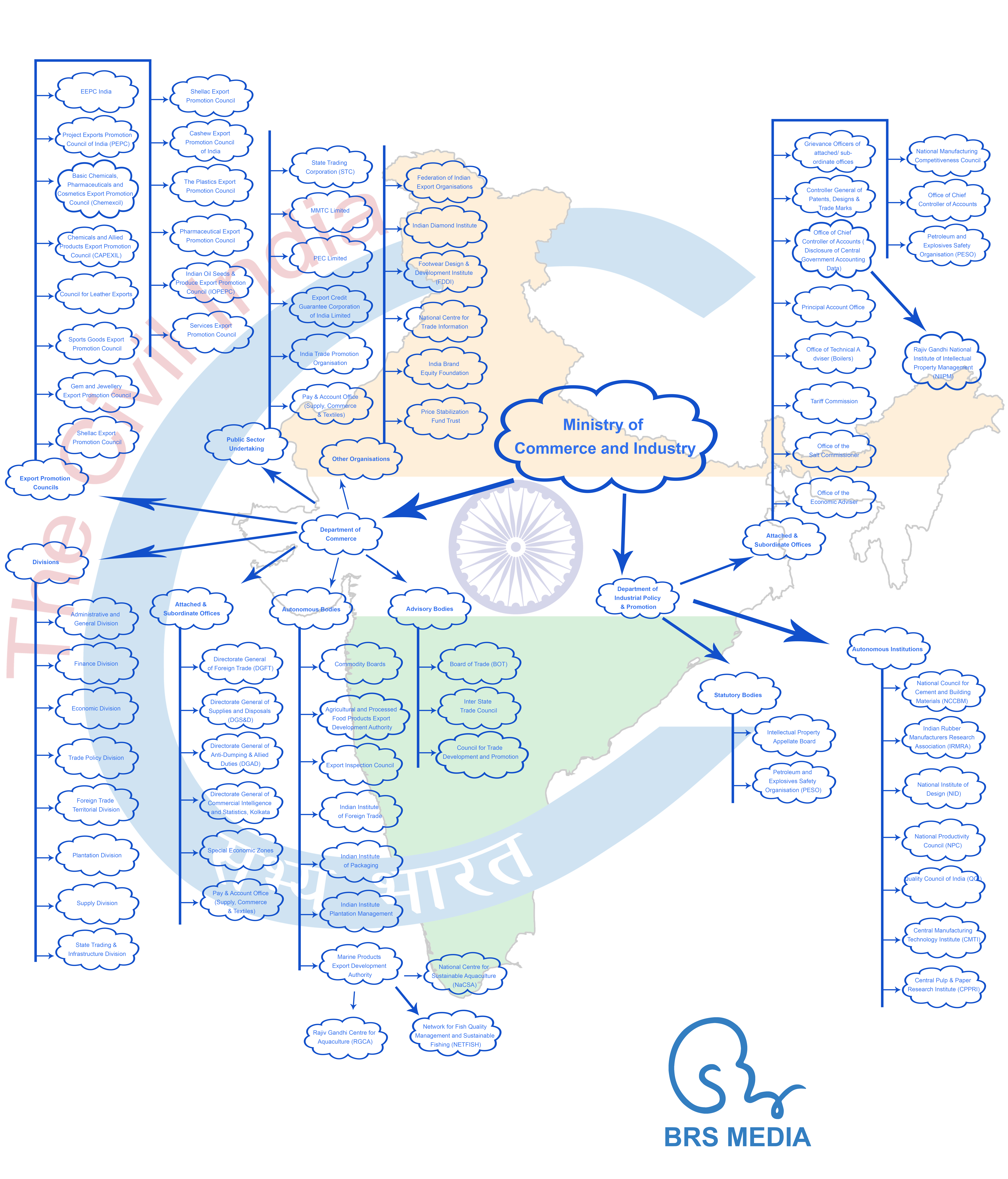
Ministère du Commerce et de l'Industrie de l'Inde.

- Division de la Politique Commerciale
- Division du Commerce Extérieur
- Division des Infrastructures et du Commerce de l'État
- Division de l'Approvisionnement
- Division de la Plantation

Les sujets sous le contrôle administratif du Département comprennent :
- Commerce International
- Commerce Extérieur
- Commerce d'État
- Gestion du Commerce des Services
- Zones Économiques Spéciales

## Ministère de la Politique industrielle et de la Promotion
Le ministère de la Politique industrielle et de la promotion a été créée en 1995, et le Département du développement industriel lui a été fusionné en 2000. Il est dans le portefeuille du ministère du Commerce et de l'Industrie du Gouvernement de l'Inde. Ce ministère contient la formulation et la mise en œuvre des actions de promotion et de développement pour la croissance du secteur industriel, en tenant compte des priorités nationales et des objectifs socio-économiques. 
Alors que les ministères administratifs individuels s'occupent des aspects de production, de distribution, de développement et de planification des industries spécifiques qui leur sont attribuées, ce ministère est chargé de la politique industrielle globale. Il est également chargé de faciliter et d'accroître les flux d'Investissements directs étrangers dans le pays, et de calculer l'Indice des prix de gros.
Le ministère est également responsable de la propriété intellectuelle, des droits relatifs aux brevets, dessins, marques de commerce, de l'indication géographique des produits, et il supervise l'initiative relative à leur promotion et à leur protection.